# Université IT de Copenhague
L'université IT de Copenhague, en danois IT-Universitetet i København, est une université du Danemark située à Copenhague et spécialisée dans les technologies.

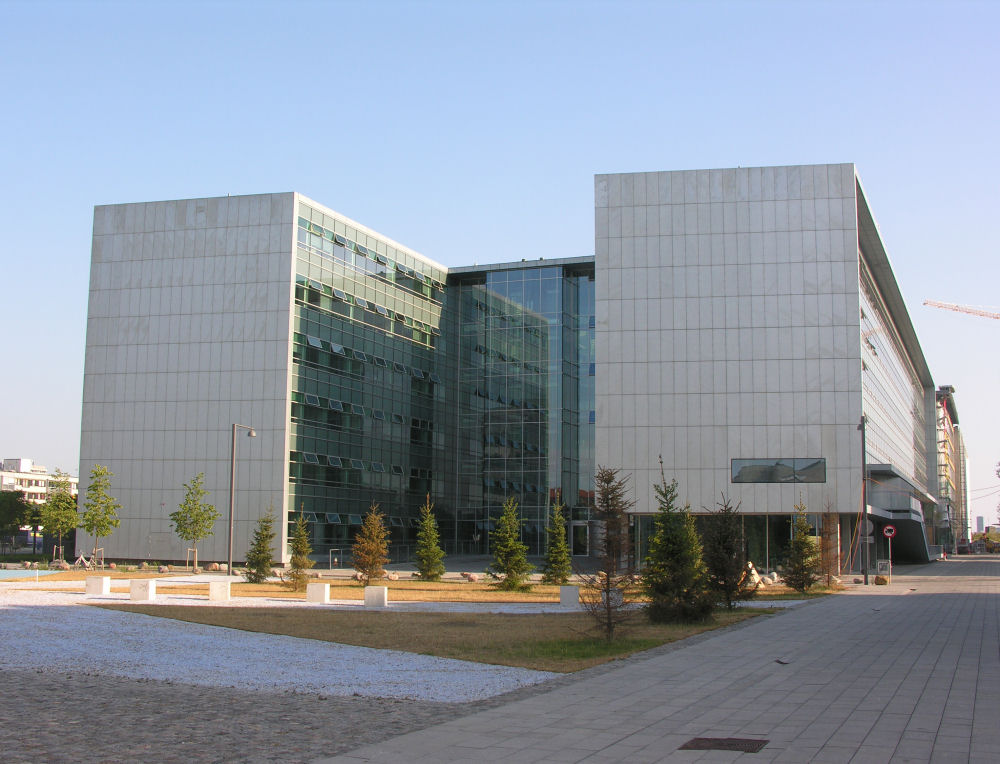
Vue des bâtiments de l'extérieur.

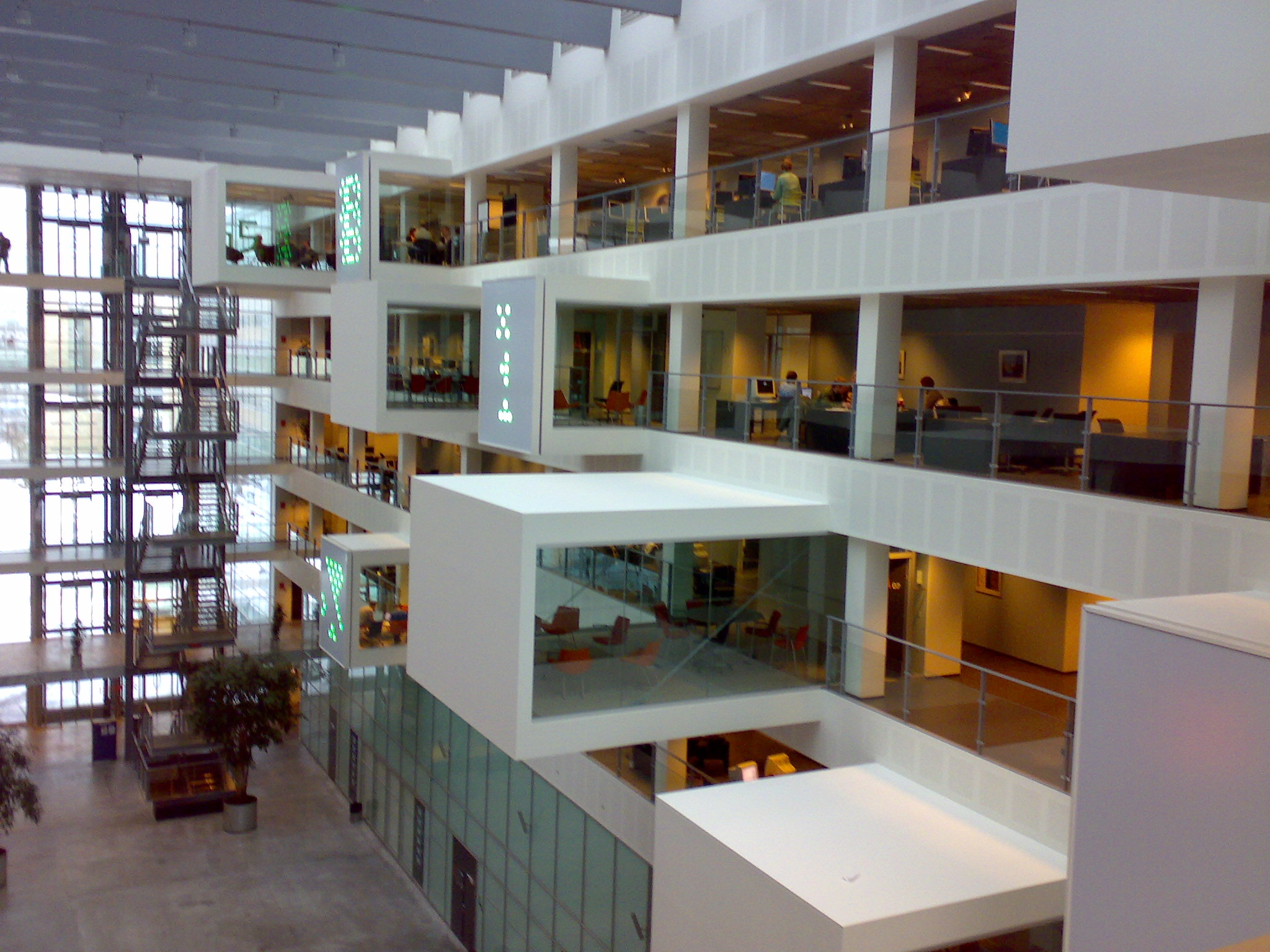
Vue de l'intérieur des bâtiments de l'université.